# Беттенхаузен (Берн)
Беттенхаузен (нем. Bettenhausen BE) — коммуна в Швейцарии, в кантоне Берн.
Входит в состав округа Ванген. Население составляет 497 человек (на 31 декабря 2006 года). Официальный код — 0973.